# Peter Laviolette
Peter Laviolette junior (* 7. Dezember 1964 in Franklin, Massachusetts) ist ein ehemaliger US-amerikanischer Eishockeyspieler und derzeitiger -trainer. Zuletzt war er von Juni 2023 bis April 2025 als Cheftrainer der New York Rangers in der National Hockey League (NHL) tätig. In gleicher Funktion hatte er in der NHL bereits für Nashville Predators, New York Islanders, Carolina Hurricanes, Philadelphia Flyers und Washington Capitals betreut.

## Karriere

### Als Spieler
Laviolette begann seine Karriere im Eishockey als Verteidiger im nordamerikanischen Collegeeishockey. Anschließend verbrachte er 11 Spielzeiten in der American Hockey League und der International Hockey League. Er wurde 12-mal in der NHL von den New York Rangers eingesetzt.
1988 und 1994 war er Mitglied der amerikanischen Nationalmannschaft bei den Olympischen Winterspielen, wobei er bei der zweiten Teilnahme die Position des Kapitäns übernahm.

### Als Trainer
An seine Laufbahn als aktiver Spieler schloss Laviolette eine Karriere als Trainer an. Erste Erfahrungen sammelte er in der East Coast Hockey League. Hier erreichte sein Team, die Wheeling Nailers die Play-offs und schieden erst in der dritten Runde aus. Dieser Erfolg qualifizierte Laviolette als Cheftrainer der Providence Bruins, dem Farmteam der Boston Bruins in der AHL. Bereits in seiner ersten Saison 1998/99 in Providence führte er das Team zum Gewinn der AHL-Meisterschaft, dem Calder Cup. Dies brachte ihm auch die Auszeichnung als bester AHL Trainer der Saison ein. In der folgenden Spielzeit konnten die Providence Bruins unter seine Regie erneut die Play-offs erreichen und scheiterten erst im Halbfinale. 2000/01 begleitete Laviolette die Boston Bruins als Assistenztrainer. In den folgenden beiden Spielzeiten konnte er die New York Islanders in die Play-offs der NHL führen, bei denen sie aber über die erste Runde nicht hinauskamen. Während der laufenden Saison 2003/04 ersetzte Laviolette Paul Maurice bei den desolaten Carolina Hurricanes. 2005/06 nach dem Lockout konnten die Hurricanes mit Laviolette die beste reguläre Spielzeit nach Punkten in den 34 Jahren der Geschichte der Franchise abliefern und zudem den Stanley Cup gewinnen. Laviolette schaffte es unter die Finalisten des Jack Adams Award für den besten Trainer in der NHL, der jedoch an Lindy Ruff von den Buffalo Sabres ging. Laviolette bekam einen Vertrag für fünf weitere Jahre bei den Hurricanes.
Trotz des Stanley-Cup-Sieges verpasste Laviolette in den folgenden beiden Spielzeiten mit den Hurricanes die Playoff-Qualifikation. Aufgrund der vorangegangenen Geschehnisse hielt das Management aber an seiner Position fest. Erst im Dezember 2008, nach einer Niederlagenserie, wurde Laviolette entlassen und durch seinen Vorgänger Paul Maurice ersetzt. Zuvor hatte Laviolette im Saisonverlauf einen Rekord aufgestellt, als er der US-amerikanische Cheftrainer mit den meisten Siegen in der NHL wurde.
2006 wurde Laviolette zum Trainer der amerikanischen Eishockeynationalmannschaft bei den Olympischen Winterspielen in Turin ernannt. 2004 und 2005 war er Trainer der USA bei den Eishockey-Weltmeisterschaften. 2004 war er Assistenztrainer der Mannschaft beim World Cup of Hockey. Ab Dezember 2009 war er Cheftrainer bei den Philadelphia Flyers, wo er John Stevens ersetzte. In der Saison 2009/10 erreichte er mit den Flyers die Finalspiele um den Stanley Cup, verlor allerdings in sechs Spielen gegen die Chicago Blackhawks. Nachdem seine Mannschaft die ersten drei Spiele der Saison 2013/14 verloren hatte, wurde er im Oktober 2013 von den Flyers beurlaubt.
Im Mai 2014 trat Laviolette die Nachfolge von Barry Trotz als Cheftrainer bei den Nashville Predators an, der das Team zuvor 16 Jahre lang begleitet hatte.
Durch einen 4:2-Sieg am 22. Januar 2017 gegen die Minnesota Wild konnte Laviolette als 25. Trainer der Ligageschichte seinen 500. Sieg in der NHL feiern. Zwischenzeitlich war er auch der US-amerikanische Trainer mit den meisten Siegen in der NHL, wurde in dieser Beziehung jedoch von John Tortorella überholt.
Etwa in der Mitte einer sportlich enttäuschend verlaufenden Saison 2019/20 wurde Laviolette im Januar 2020 als Cheftrainer der Predators entlassen. Bereits zur Saison 2020/21 erhielt er jedoch eine neue Anstellung, als er im September 2020 die Nachfolge von Todd Reirden als Cheftrainer der Washington Capitals antrat. Dort wurde er, nachdem die Capitals erstmals nach acht Jahren wieder die Playoffs verpasst hatten, am Ende der Saison 2022/23 entlassen. Nur wenig später wurde er im Juni 2023 in gleicher Funktion von den New York Rangers verpflichtet. Diese wiederum entließen ihn nach der Saison 2024/25, in der man die Playoffs klar verpasst hatte. Im Jahr zuvor hatte er das Team noch zum Gewinn der Presidents’ Trophy als punktbeste Mannschaft der regulären Saison geführt.

## Erfolge und Auszeichnungen

### Als Spieler
- 1997 Teilnahme am AHL All-Star Classic

### Als Trainer
- 1999 Calder-Cup-Sieger mit den Providence Bruins
- 1999 Louis A. R. Pieri Memorial Award
- 2006 Stanley-Cup-Sieger mit den Carolina Hurricanes
- 2015 Teilnahme am NHL All-Star Game
- 2018 Teilnahme am NHL All-Star Game